# Варзиев, Тамерлан Эльбрусович
Тамерла́н Эльбру́сович Варзи́ев (род. 22 сентября 1978, Орджоникидзе, РСФСР, СССР) — российский футболист, защитник.

## Карьера
Воспитанник владикавказского футбола. Первый тренер — Владимир Николаевич Пурихов. Профессиональную карьеру начал в 1998 году в фарм-клубе «Алании». В 1999 году пополнил ряды «Иристона». В 2000—2001 годах защищал цвета «Моздока». В 2002 году подписал контракт с «Автодором». В 2003 году вернулся в «Аланию». Дебютировал в Премьер-лиге 16 марта в матче против московского «Динамо» (0:1). В 2005 году был арендован челябинским «Спартаком». В марте 2010 года находился на просмотре в «Мордовии», но контракт не подписал и в итоге перешёл в «Волгарь-Газпром», в состав которого был заявлен 7 апреля. В 2013 году завершил карьеру в «Нефтехимике».

## Достижения
- Бронзовый призёр Первого дивизиона: 2009
- Победитель Второго дивизиона (2): 2006 (зона «Юг»), 2011/12 (зона «Урал-Поволжье»)